# 阿積
千斤顶（Wheeljack）是變形金剛系列中的一個角色，多次在不同媒體中出現。通常是博派(Autobot)成員、科學家，配色以白色、紅色、綠色為主。

## 動畫

### G1動畫
在最早的G1動畫中，輪傑和大黃蜂(Bumblebee)成為在第一集開場在賽博坦(Cybertron)上偷取能量棒、成為最早出現的兩個變形金剛，並且展示了其原本的變形型態是一輛賽博坦貨車。輪傑是博派中的科學家、技術人員之一，總是擔任武器開發的工作，較少親自在前線戰鬥。而他的研究與分析在很多時候替博派帶來許多幫助，但同時因為研究和發明而闖禍也時有發生。其代表性作品是在發現了方舟(The Ark)墜毀的火山裡的恐龍化石後製作了恐龍金剛(Dinobots)。此版本的輪傑身體以白色為主色，並有綠色和紅色的點綴，整體配色類似義大利國旗，其口部覆蓋了橫條紋的面罩，背後有一對翅膀形狀的構造，並有一門肩炮。在G1動畫中由克里斯托弗‧柯林斯(Christopher Collins)聲演，和狂派成員天王星(Starscream)、反光鏡(Reflector)、雷射鳥(Laserbeak)、博派合體金剛守護神(Defensor)、博派的人類盟友史巴克‧維特維奇(Sparkplug Witwicky)、史派克‧維特維奇(Spark Witwicky)等人共用同一名配音員。
在2023年，推出輪傑的賽博坦貨車型態的豪華戰將級(Deluxe Class)玩具。

#### 變形金剛大電影(Transformers: The Movie)
在1986年上映的《變形金剛大電影》中，輪傑和部分其他角色如鐵皮、巡弋者、柯博文一樣，因為玩具停產的關係而在劇情中死亡。劇情中，輪傑在狂派(Decepticon)對博派城市進攻中不幸犧牲，甚至沒有其具體如何死亡的畫面。

### 邪神三部曲
邪神三部曲是對在2000年初由日方主導製作的三部變形金剛電視動畫作品的稱呼，如下所列：
| 播映年分 | 日文原標題 | 中文標題 | 美國標題 |
| -------- | --- | --- | --- |
| 2003     | 超ロボット生命体トランスフォーマー マイクロン伝説                                                                                      | 變形金剛：微型傳說/變形金剛：雷霆艦隊/變形金剛：艦隊系列                                                                               | Transformers: Armanda |
| 2004     | トランスフォーマー スーパーリンク | 變形金剛：超能連結/變形金剛：超能量爭霸戰                                                                                              | Transformers：Energon |
| 2005     | トランスフォーマー ギャラクシーフォース                                                                                                | 變形金剛：銀河之力 | Transformers: Cybertron |
| 註記     | 邪神三部曲是美版的設定，在日版中只有《微型傳說》和《超能連結》是有關連的故事，銀河原力是完全獨立制作的新篇章、與前兩作在劇情上和無關。 | 邪神三部曲是美版的設定，在日版中只有《微型傳說》和《超能連結》是有關連的故事，銀河原力是完全獨立制作的新篇章、與前兩作在劇情上和無關。 | 邪神三部曲是美版的設定，在日版中只有《微型傳說》和《超能連結》是有關連的故事，銀河原力是完全獨立制作的新篇章、與前兩作在劇情上和無關。 |

在邪神三部曲的「輪傑」因為美版和日版的差異、以及一些商標權的問題而略顯複雜。

#### 變形金剛：微型傳說
在2003年的《變形金剛：微型傳說》中，輪傑(Wheeljack)這個名字屬於一個毫不相關的人物。此版本的輪傑是一個前博派成員、曾經是熱射(Hot Shot)的朋友，但一次因為重傷而在戰場上被拋棄(熱射因為被其他同伴阻止而無法救援他)並被密卡登(Megatron)拯救之後轉投狂派、目的是向熱射復仇。不過之後還是和熱射恢復友誼、一同對抗尤尼克隆(Unicron)的威脅。

#### 變形金剛：超能連結
但是在2004年播映的續作《變形金剛：超能連結》中，另一個角色，其外觀、載具都和G1版本的輪傑如出一轍，但是叫做「Downshift」，一個年輕熱血的博派戰士，和同伴跳崖者(Cliffjumper)一同在老博派軍官鐵漢(Bulkhead)底下做事。

### 變形金剛：進化版(Transformers: Animated)
在2007年播映到2009年的本作中，雖然僅僅客串性質的出現在其中一幕，不過輪傑確實曾經出現過。此版本的輪傑造型回歸G1版本，不論是外觀、構造還是配色上，就連職位上也是博派中的科學家、工程師。其和感應者(Perceptor)一起合作打造了大力金剛(Omega Supreme)的工程項目。

### 變形金剛：領袖之證(Transformers Prime)
在2010年播出到2013年的《變形金剛：領袖之證》中，輪傑在第一季出現後，在第二季後期成為常駐角色之一。在本作中的造型完全接近G1，不過其招牌性的面罩在戰鬥時才會閉上，武器是背後的兩把武士刀、雙拳的雷射槍，並喜好使用手榴彈或其他炸藥，變形為一台lancia stratos跑車，本身亦有台名為「The Jack-Hammer」(玩具版則名為「Star-Hammer」)的小型宇宙船。前雷霆戰隊(The Wreckers)成員，鐵漢(Bulkhead)的好友，在英語版被稱為「Jackie」。個性像冷靜並略帶幽默的牛仔，但言語粗暴。戰鬥實力不俗，在第40集的戰鬥中可以和音波(Soundwave)匹敵。英文版由詹姆斯‧何倫(James Horan)聲演，香港版則由何承駿配音，日文版聲優則是泰勇氣，詮釋出武士形象的言詞，台灣版則由李景唐配音。
其初次登場時，是偶然到達地球所在的太陽系，被狂派抓獲後、被千面客「掉包」，所幸最後解除危機。第二季跟隨駭翼(Dreadwing)一起降落地球並發生戰鬥，同時亦跟鐵漢透露出自己並不喜歡柯博文(Optimus Prime)這一類的官僚人士。最後在暫時擊退駭翼後，在眾人的勸說後留在地球。在第40集和音波戰鬥並占上風，但在他要殺死音波時遭到其魔音攻擊下差點被殺害。在第42集為替鐵漢報復連同美琦一起向昆蟲金剛(Insecticon)硬殼(Bombshell)攻擊但不敵，但在千鈞一髮之際被在駕駛「The Jack-Hammer」上的美琦所發射出的導彈救回。第二季最終為掩護博派撤退，搭乘「The Jack-Hammer」與狂派戰鬥，但被天王星的飛彈擊中後便不知去向。第三季證實被狂派擄去，並遇受嚴刑拷問，後來成功逃脫，最初跟屬於官僚人士的馬格斯(Ultra Magnus)關係很差，但後來改善。在飛輪(Ratchet)被音波帶回報應號後能協助拉菲製作追蹤器一事看出其技術能力不錯。在最終戰時連同鐵漢和馬格斯一同鎮壓報應號的兵力，最後跟博派回到賽博坦。

### 變形金剛：Cyberverse
在2018年播映到2021年的本作中，輪傑是本作的常駐角色。本作的造型非常貼近G1，但貼近本作的美術風格，並且沒有肩炮和招牌口罩，嘴部有類似絡腮鬍的紋路。博派中的科學家，個性活潑、對所有值得研究的事物都充滿好奇心。發明過的東西不勝枚舉，經常可以起到關鍵性的作用，但是有時候也會造成方舟裡其他人的困擾。由比利‧鮑伯‧湯普森(Biliy Bob Thomson)配音，和天王星、所有暴亂獸(Repugnus)等角色共享同一個配音員。

### 變形金剛：賽博坦大戰三部曲(Transformers: War For Cybertron Trilogy)
在由NETFLIX製作、在2020年上線的《賽博坦大戰三部曲》中，輪傑作為常駐角色出現，同樣是擔任博派的技術人員，並且造型完全接近G1，並由比爾‧羅傑斯(Bill Rogers)聲演。
在本作第一集開場中、和大黃蜂一起尋找超能量體、重現了其在G1動畫中的段落，不過差別在於，本作中的大黃蜂在剛開始時是受雇的超能量體探勘員、而非博派成員。 
在柯博文將火種源拋出賽博坦之後，輪傑也成功用博派從沙盤(Soundblaster)那裡搶來的超能量體發動方舟，並參與其前往尋找火種源的尋航，一起被雇傭兵抓獲、成為昆特紗的俘虜、在星雲太空站遭遇撒克巨人、狂派、並在穿越死亡宇宙後來到地球，在地球期間大多在方舟上和飛輪、犀牛(Rhinox)合作試著修復船艦，最後成功啟動方舟、回到賽博坦。 

### 變形金剛：地球火種(Transformer: Earthspark)
在2022年的系列地球火種中，輪傑在此以博派科學家的身分出場，其造型接近G1動畫和《變形金剛：Cyberverse》的綜合版本，一樣維持經典的配色和構造，其面具可開闔，面具下的嘴部周圍有類鬍鬚的紋路。由麥可.T.道尼(Micheal T Downey)聲演。 
在本作第6集中，其中一個在地球誕生的地球金剛（Terren)推奇（Twitch）渴望尋求家人和自己的獨特傳統，並巧遇了輪傑，當時他正在調查本作反派再造人的蛛型機甲。在輪傑告訴推奇她掃描的無人機是他設計的之後，推奇便將輪傑視作自己的「老爸2號」(Dad 2)，之後便纏著輪傑一起追擊目標、並且由輪傑教導推奇如何運用她的無人機型態時的、她自己從未發現的功能。儘管輪傑一開始不認同這段「父女關係」，不過在本集的冒險經歷後，最後輪傑也同意推奇如此稱呼自己，並在離開前擁抱推奇。 

## 真人電影

### 變形金剛3(Transformers: Dark of the Moon)
在2011年上映的《變形金剛3》中，出現了定位、個性和輪傑非常相近的博派科學家、武器設計師Q(Que)，不過在當集後段劇情即被音波俘虜殺死，而且造型上也和輪傑不相似，反而致敬了知名物理學家愛因斯坦。不過同一名角色在玩具、漫畫、電玩遊戲等周邊中都被標記為「輪傑」販售。

#### 漫畫
然而，電影的前傳漫畫系列中，卻出現了另一名「輪傑」，身體以銀灰色為主、頭部造型和G1中的輪傑十分相仿，而且同樣是博派的武器工程師。

### 大黃蜂(Bumblebee)
在2018年的重啟前傳電影《大黃蜂》中，在本片開頭的賽博坦大戰中有出現此版本的輪傑，造型、配色上都非常接近於G1動畫。由史帝夫‧布朗姆(Steve Blum)聲演，同名配音員也在領袖之證中為天王星配音，不過輪傑在本片中僅有一句台詞。

### 變形金剛：萬獸崛起(Transformers: Rise of the Beasts)
在2023年上映的《變形金剛：萬獸崛起》中，輪傑再次出場，不過造型和前一部作品相差極大，整體配色以棕色為主，頭部兩側的翼板消失，並且長有非常有機體的嘴部構造、頭部有類似方形眼鏡的部件。變形為一部寫著「Pablo TV」的福斯2型廂型車，其內部空間可以容納博派同伴雅希(Arcee)，武裝以雙手變成的能量炮為主。在本作顯示其在地球後長時間駐紮在南美洲，說話帶有極重的西班牙口音，由克里斯托·斐迪南(Cristo Fernández)聲演。